# SMS Rheinland
SMS Rheinland là một trong bốn thiết giáp hạm dreadnought đầu tiên thuộc lớp Nassau được chế tạo cho Hải quân Đế quốc Đức. Rheinland được trang bị dàn pháo chính bao gồm mười hai khẩu pháo 28 cm (11 in) bố trí trên sáu tháp pháo nòng đôi theo một sự sắp xếp hình lục giác khá bất thường. Hải quân Đức đã cho đóng Rheinland cùng các tàu chị em là nhằm đối phó lại việc hạ thủy thiết giáp hạm HMS Dreadnought mang tính cách mạng của Hải quân Hoàng gia Anh vào năm 1906. Rheinland được đặt lườn vào tháng 6 năm 1907, được hạ thủy vào tháng 10 năm sau, và đưa ra hoạt động vào tháng 4 năm 1910.
Westfalen đã phục vụ rộng rãi cùng Hạm đội Biển khơi Đức trong suốt Chiến tranh Thế giới thứ nhất, bao gồm nhiều cuộc xuất kích của hạm đội ra Bắc Hải, một số là nhằm hỗ trợ cho các cuộc bắn phá bờ biển Anh do các tàu chiến-tuần dương của Lực lượng Tuần tiễu I tiến hành. Chúng lên đến đỉnh điểm trong Trận Jutland vào ngày 31 tháng 5-1 tháng 6 năm 1916, nơi mà Rheinland tham gia một trận chiến đêm ác liệt chống các tàu khu trục Anh ở tầm gần.
Con tàu cũng tham gia nhiều hoạt động tại biển Baltic, nằm trong thành phần hỗ trợ cho Trận chiến vịnh Riga vào năm 1915. Nó được phái quay trở lại Baltic vào năm 1918 hỗ trợ phe Bạch vệ trong cuộc Nội chiến Phần Lan, nhưng đã bị mắc cạn không lâu sau khi đi đến khu vực. Một phần đáng kể vỏ giáp và toàn bộ vũ khí phải được tháo dỡ trước khi nó có thể nổi trở lại. Hư hỏng gây ra do mắc cạn nghiêm trọng đến mức không đáng để sửa chữa, và Rheinland được cho xuất biên chế để sử dụng như một tàu trại binh trong thời gian còn lại của chiến tranh. Vào năm 1919, sau vụ Đánh chìm Hạm đội Đức tại Scapa Flow, Rheinland được chuyển cho Đồng Minh như là một sự thay thế cho các con tàu bị đánh chìm. Nó được gửi đến xưởng tháo dỡ tại Anh Quốc, nơi công việc tháo dỡ được tiến hành vào năm 1920.

## Thiết kế và chế tạo
Hải quân Đế quốc Đức đặt hàng Rheinland dưới cái tên tạm thời Ersatz Württemberg như là chiếc nhằm thay thế cho chiếc tàu frigate bọc thép Württemberg thuộc lớp Sachsen. Nó được đặt lườn vào ngày 1 tháng 6 năm 1907 tại xưởng tàu AG Vulcan ở Stettin. Giống như chiếc tàu chị em Nassau, việc chế tạo được tiến hành một cách nhanh chóng và bí mật; binh lính được phân công bảo vệ cho chính xưởng đóng tàu cũng như cho các nhà thầu cung cấp vật liệu chế tạo, ví dụ như hãng Krupp. Rheinland được hạ thủy vào ngày 26 tháng 9 năm 1908, được đỡ đầu bởi Elisabeth của Wied và Clemens Freiherr von Schorlemer-Lieser đã phát biểu trong dịp lễ hạ thủy. Công việc trang bị tiếp theo được hoàn tất vào cuối tháng 2 năm 1910. Một thủy thủ đoàn gồm những công nhân xưởng tàu được sử dụng vào việc chạy thử máy ngoài khơi Swinemünde, vốn kéo dài từ ngày 23 tháng 2 đến ngày 4 tháng 3 năm 1910. Sau đó nó được đưa đến Kiel, nơi nó được đưa ra hoạt động cùng Hạm đội Biển khơi Đức vào ngày 30 tháng 4 năm 1910. Có thêm các cuộc chạy thử khác được tiến hành tại khu vực biển Baltic.

Sơ đồ của lớp thiết giáp hạm Nassau, trình bày cách sắp xếp dàn pháo chính

Rheinland có chiều dài 146,1 m (479 ft), mạn thuyền rộng 26,9 m (88 ft) và độ sâu của mớn nước là 8,9 m (29 ft). Nó có trọng lượng choán nước tiêu chuẩn 18.570 t (18.277 tấn Anh), và lên đến 21.000 t (20.668 tấn Anh) khi đầy tải, cùng 16 ngăn kín nước. Rheinland giữ lại loại động cơ hơi nước ba buồng bành trướng đặt dọc đã lạc hậu công suất 22.000 mã lực thay vì áp dụng kiểu động cơ turbine hơi nước tiên tiến hơn. Loại động lực này đã được chọn theo yêu cầu của cả Đô đốc Alfred von Tirpitz lẫn Bộ phận Thiết kế Hải quân; cơ quan này vào năm 1905 đã khẳng định "bản thân việc sử dụng động cơ turbine cho tàu chiến hạng nặng không được khuyến cáo."
Rheinland mang theo mười hai khẩu pháo 28 cm (11 in) SK L/45 bố trí theo một hình lục giác khá bất thường. Dàn pháo hạng hai bao gồm mười hai khẩu pháo SK 15 cm (5,9 in) L/45 và mười sáu khẩu pháo SK 8,8 cm (3,5 in) L/45 gắn trên các tháp pháo ụ. Con tàu cũng được trang bị sáu ống phóng ngư lôi chìm 45 cm (18 in); một ống trước mũi, một ống khác phía đuôi, và hai ống bên mỗi mạn tàu về phía cuối vách ngăn chống ngư lôi.

## Sĩ quan chỉ huy
Thoạt tiên Rheinland được chỉ huy bởi Đại tá Hải quân (Kapitän zur See) Albert Hopman, từ lúc nó đi vào hoạt động cho đến tháng 8 năm 1910. Ông được thay thế tạm thời bởi Thiếu tá Hải quân (Korvettenkapitän) Wilhelm Bunnemann khi thủy thủ đoàn của con tàu bị cắt giảm nhằm phục vụ cho tàu chiến-tuần dương mới Von der Tann vào tháng 9 năm 1910. Hopman quay lại con tàu vào cuối tháng đó, và chỉ huy cho đến tháng 9 năm 1911. Đại tá Richard Engel thay thế Hopman vào năm 1911 và chỉ huy con tàu cho đến tháng 8 năm 1915, khi ông bàn giao con tàu cho Đại tá Heinrich Rohardt. Ông này phục trong hơn một năm, cho đến tháng 12 năm 1916, khi được thay thế bởi Thiếu tá Theodor von Gorrissen. Gorrissen chỉ huy con tàu cho đến tháng 9 năm 1918, khi ông được thay thế bởi Đại tá Ernst Toussaint, người chỉ huy con tàu trong vòng không đầy một tháng. Trung tá Hải quân (Fregattenkapitän) Friedrich Berger là vị chỉ huy sau cùng của Rheinland, từ tháng 9 năm 1918 cho đến khi con tàu ngừng hoạt động vào ngày 4 tháng 10.

## Lịch sử hoạt động
Sau khi hoàn tất việc chạy thử máy vào ngày 30 tháng 8 năm 1910, Rheinland được đưa đến Wilhelmshaven, nơi một phần đáng kể thủy thủ đoàn được chuyển sang chiếc tàu chiến-tuần dương mới Von der Tann. Sau đợt cơ động hạm đội mùa Thu vào tháng 9, thủy thủ đoàn được bổ sung bởi thành viên của chiếc tiền-dreadnought cũ Zähringen vốn được cho ngừng hoạt động cùng lúc đó. Sau đó Rheinland được phân về Hải đội Thiết giáp I thuộc Hạm đội Biển khơi Đức. Đến tháng 10, hạm đội tiến hành chuyến đi mùa Đông, tiếp nối bằng cuộc thực tập trong tháng 11. Con tàu đã tham gia các chuyến đi mùa Hè đến Na Uy vào tháng 8 của những năm 1911, 1913 và 1914.

### Chiến tranh Thế giới thứ nhất
Rheinland tham gia hầu hết các đợt tiến quân của hạm đội vào Bắc Hải trong suốt cuộc chiến. Chiến dịch đầu tiên được tiến hành chủ yếu bởi các tàu chiến-tuần dương dưới quyền Chuẩn Đô đốc Franz von Hipper; các con tàu đã tiến hành bắn phá Scarborough, Hartlepool và Whitby vào ngày 15-16 tháng 12 năm 1914. Một hạm đội chiến trận Đức với 12 thiết giáp hạm dreadnought, trong đó có Rheinland và ba chiếc tàu chị em với nó, cùng tám thiết giáp hạm tiền-dreadnought, nằm trong thành phần hỗ trợ từ xa cho các tàu chiến-tuần dương. Chiều tối ngày 15 tháng 12, chúng đã tiếp cận ở khoảng cách 10 nmi (19 km; 12 mi) với một hải đội biệt lập Anh chỉ bao gồm sáu thiết giáp hạm. Tuy nhiên, các cuộc đụng độ lẻ tẻ trong đêm tối giữa hai lực lượng tàu khu trục hộ tống đối địch đã khiến cho vị Tư lệnh hạm đội Đức, Đô đốc Friedrich von Ingenohl, tin rằng toàn bộ Hạm đội Grand đã được bố trí đối diện với lực lượng của ông. Theo chỉ thị của Kaiser Wilhelm II không mạo hiểm hạm đội một cách không cần thiết, von Ingenohl rút ra khỏi cuộc chiến và quay hạm đội trở về Đức. Một đợt tiến quân của hạm đội vào Dogger Bank diễn ra vào ngày 24 tháng 4 năm 1915. Trong chiến dịch này, xy lanh áp lực cao của động cơ bên mạn phải của Rheinland bị hỏng; công việc sửa chữa kéo dài cho đến ngày 23 tháng 5.

#### Trận chiến vịnh Riga
Vào tháng 8 năm 1915, Hải quân Đức tìm cách quét sạch vịnh Riga do Nga chiếm giữ, tạo điều kiện cho Lục quân Đức chiếm Riga. Kế hoạch của Đức dự định đánh đuổi hoặc tiêu diệt lực lượng Hải quân Nga trong vịnh, bao gồm chiếc thiết giáp hạm tiền-dreadnought Slava cùng một số pháo hạm và tàu khu trục. Hạm đội Đức còn có một số tàu quét mìn và tàu rải mìn tháp tùng, với nhiệm vụ quét sạch các bãi mìn Nga và rải một loạt các bãi mìn ở lối ra vào phía Bắc của vịnh nhằm ngăn lực lượng hải quân Nga tăng cường tiến vào khu vực. Hạm đội được tập trung để tấn công bao gồm bao gồm Rheinland và ba chiếc tàu chị em, bốn chiếc thuộc lớp Helgoland, các tàu chiến-tuần dương Von der Tann, Moltke và Seydlitz cùng nhiều chiếc thiết giáp hạm tiền-dreadnought. Lực lượng hoạt động dưới quyền chỉ huy của Franz von Hipper, vốn vừa được thăng lên Phó Đô đốc. Tám chiếc thiết giáp hạm làm nhiệm vụ hỗ trợ cho lực lượng đối đầu cùng chi hạm đội Nga. Nỗ lực đầu tiên vào ngày 8 tháng 8 đã bị bỏ dỡ, vì đã mất quá lâu trong việc dọn sạch các bãi mìn Nga nhằm cho phép Deutschland rải bãi mìn của chính nó.
Vào ngày 16 tháng 8, một nỗ lực thứ hai được thực hiện nhằm tìm cách xâm nhập vào vịnh: Nassau và Posen cùng với bốn tàu tuần dương hạng nhẹ và 31 tàu phóng lôi đã vượt qua vòng phòng thủ vịnh. Vào ngày tấn công đầu tiên, tàu quét mìn Đức T 46 cùng tàu khu trục V 99 bị đánh chìm. Sang ngày 17 tháng 8, Nassau và Posen tham gia vào cuộc đấu pháo với Slava, bắn trúng ba phát vào con tàu Nga buộc nó phải rút lui. Sau ba ngày, các bãi mìn Nga được vớt sạch, và phân hạm đội tiến vào vịnh ngày 19 tháng 8, nhưng những báo cáo về sự xuất hiện của tàu ngầm Đồng Minh trong khu vực đã buộc lực lượng Đức rút khỏi vịnh một ngày sau đó.
Đô đốc Hipper sau này cho rằng:"Giữ những con tàu quý báu trong một thời gian đáng kể tại một khu vực giới hạn, mà hoạt động của tàu ngầm đối phương ngày càng gia tăng, với nguy cơ bị hư hại và mất mát tương ứng, chính là theo đuổi một canh bạc không cân xứng với ưu thế có được do chiếm được vịnh Riga trước khi thực sự chiếm được Riga về phía đất liền." Thực ra, tàu chiến-tuần dương Moltke đã bị đánh ngư lôi sáng hôm đó.

#### Quay trở lại Bắc Hải
Vào cuối tháng 8, Rheinland cùng phần còn lại của Hạm đội Biển khơi quay trở về nơi neo đậu tại Bắc Hải. Hoạt động tiếp theo được tiến hành là một cuộc càn quét Bắc Hải vào ngày 11-12 tháng 9, cho dù nó kết thúc mà không mang lại kết quả. Một chuyến đi khác được tiếp nối vào ngày 23-24 tháng 10, trong đó Hạm đội Đức không chạm trán với bất kỳ lực lượng Anh nào. Vào ngày 12 tháng 2 năm 1916, Rheinland được đưa vào ụ tàu cho một đợt đại tu rộng rãi kéo dài cho đến ngày 19 tháng 4. Nó quay trở lại hạm đội kịp lúc để tham gia một cuộc tiến quân vô sự khác vào Bắc Hải diễn ra vào ngày 21-22 tháng 4 năm 1916. Một nhiệm vụ bắn phá được tiếp nối hai ngày sau đó: Rheinland tham gia lực lượng thiết giáp hạm hỗ trợ cho các tàu chiến-tuần dương của Hipper khi chúng bắn phá Yarmouth và Lowestoft vào ngày 24-25 tháng 4. Trong chiến dịch này, chiếc tàu chiến-tuần dương Seydlitz bị hư hại do trúng phải một quả thủy lôi Anh và phải quay trở về cảng sớm. Do tầm nhìn kém, chiến dịch nhanh chóng bị triệu hồi trước khi hạm đội Anh có thể can thiệp.

#### Trận Jutland
Đô đốc Reinhard Scheer, người thay thế cho các đô đốc von Ingenohl và Hugo von Pohl làm Tư lệnh Hạm đội, lập tức vạch kế hoạch cho một chiến dịch tấn công bờ biển Anh khác, nhưng việc Seydlitz bị hư hại cùng vấn đề bộ ngưng tụ trên nhiều chiếc dreadnought thuộc Hải đội Thiết giáp III đã trì hoãn chiến dịch cho đến cuối tháng 5 năm 1916. Hạm đội chiến trận Đức khởi hành từ Jade lúc 03 giờ 30 phút ngày 31 tháng 5. Rheinland được phân về Đội II của Hải đội Thiết giáp I, dưới quyền chỉ huy của Chuẩn Đô đốc W. Engelhardt. Rheinland là chiếc thứ hai trong đội hình của đội, theo sau Posen và dẫn trước Nassau cùng Westfalen. Đội II là đơn vị dreadnought sau cùng của hạm đội; chỉ được iếp nối bởi các thiết giáp hạm tiền-dreadnought cũ kỹ thuộc Hải đội Thiết giáp II.
Từ 17 giờ 48 phút đến 17 giờ 52 phút, mười một chiếc dreadnought Đức bao gồm Rheinland đã đối đầu và nổ súng vào Hải đội Tuần dương nhẹ 2 của Anh, nhưng khoảng cách xa và tầm nhìn kém khiến cho hỏa lực không hiệu quả, và đã nhanh chóng ngừng bắn. Khoảng mười phút sau, Rheinland lại nổ súng vào các tàu tuần dương Anh, mục tiêu của nó có thể là chiếc Southampton, cho dù không mang lại kết quả. Đến 20 giờ 15 phút, hạm đội Đức phải đối mặt với Hạm đội Grand được tung ra một lần thứ hai, và bị buộc phải quay mũi. Bằng cách này, thứ tự của hàng chiến trận Đức bị đảo ngược; Rheinland đứng thứ ba trong hàng, sau Westfalen và Nassau. Lúc 21 giờ 22 phút, thủy thủ trên Rheinland và Westfalen, hai chiến dẫn đầu hàng chiến đấu Đức, nhìn thấy hai quả ngư lôi đang tiến đến, nhưng thực ra chỉ do tưởng tượng. Sau đó các con tàu bị buộc phải chạy chậm lại nhằm để các tàu chiến-tuần dương của Lực lượng Tuần tiễu I vượt qua. Vào khoảng 22 giờ 00, Westfalen và Rheinland phát hiện một lực lượng hạng nhẹ không xác định được trong bóng đêm. Sau khi tín hiệu đèn pha không được trả lời thích đáng, hai con tàu quay mũi sang mạn phải để lẩn tránh các quả ngư lôi có thể đã được phóng; phần còn lại của Hải đội Thiết giáp I đã nối gót theo chúng.

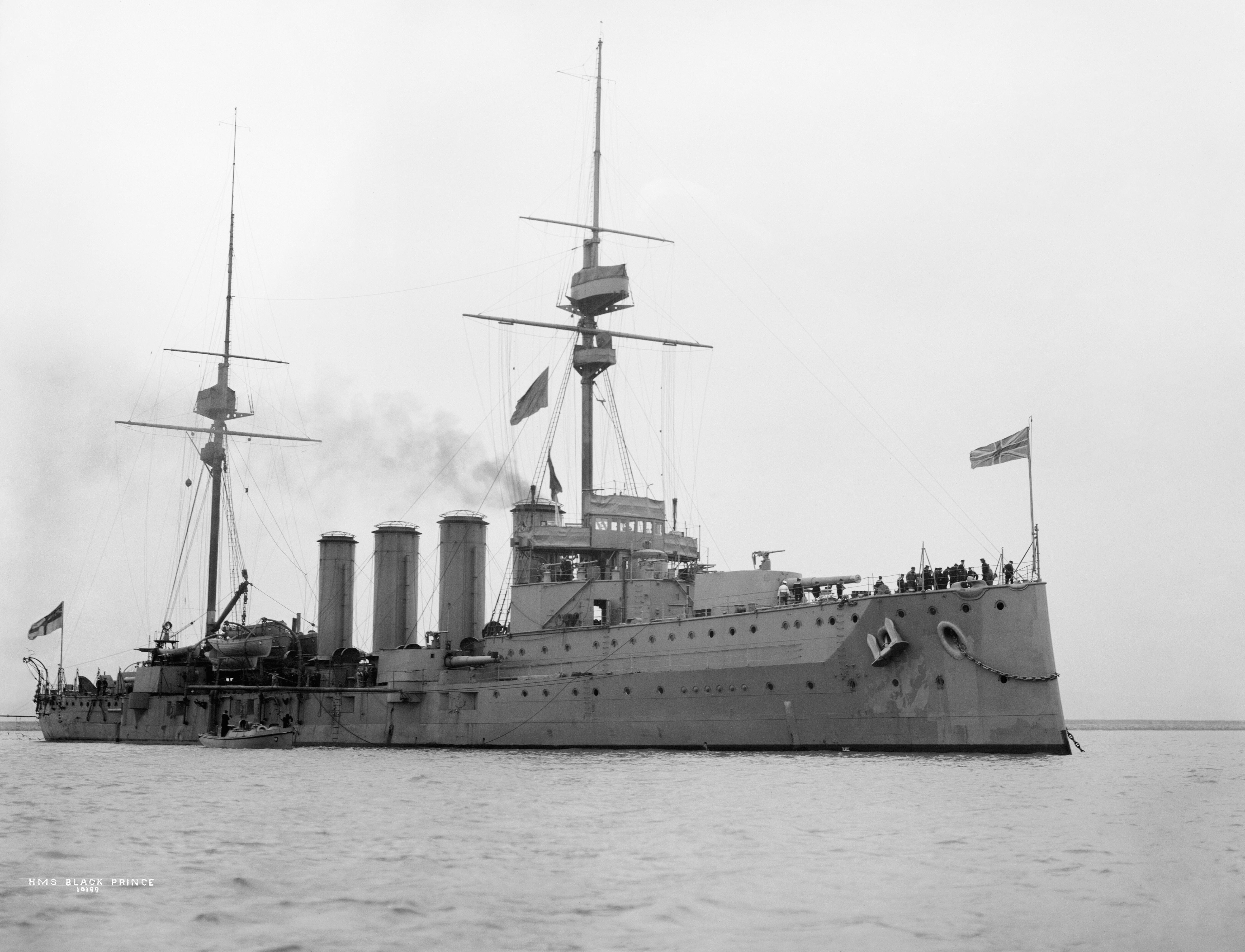
HMS Black Prince

Lúc khoảng 00 giờ 30 phút, các đơn vị dẫn đầu của hàng chiến trận Đức đụng độ với các tàu tuần dương và tàu khu trục Anh. Một cuộc đấu pháo ác liệt ở tầm ngắn diễn ra; Rheinland nổ súng vào tàu tuần dương bọc thép Black Prince với các khẩu pháo hạng hai ở cự ly khoảng 2.200 đến 2.600 m (2.400–2.800 yd). Sau vài phút, Rheinland và phần còn lại của các thiết giáp hạm Đức quay mũi để lẩn tránh các quả ngư lôi có thể đã được phóng. Lúc 00 giờ 36 phút, Rheinland bị bắn trúng hai phát đạn pháo 6 inch (15 cm) từ chiếc Black Prince. Một phát đạn pháo đã cắt đứt các dây cáp dẫn đến bốn đèn pha phía trước và làm hư hại ống khói trước; trong khi quả đạn pháo thứ hai trúng vào mạn tàu và phát nổ trên vách ngăn ngang bọc thép phía trước. Cho dù vách ngăn bị uốn cong vào phía trong do vụ nổ, nó đã không bị xuyên thủng. Khoảng 45 phút sau, Rheinland khai hỏa vào một tàu khu trục khác, có thể là chiếc Ardent], nhưng nó phải ngừng bắn sau khi một tàu tuần dương Đức lọt vào đường đạn pháo. Cùng lúc đó, Black Prince bị tiêu diệt bởi hỏa lực pháo chính xác của thiết giáp hạm Ostfriesland.
Mặc cho sự ác liệt của trận chiến đêm, Hạm đội Biển khơi Đức đã đi xuyên qua lực lượng tàu khu trục Anh và đến được Horns Reef lúc 4 giờ 00 ngày 1 tháng 6. Hạm đội Đức về đến Wilhelmshaven vài giờ sau đó, nơi Rheinland được tiếp nhiên liệu và tiếp đạn. Trong khi đó ba con tàu chị em với nó chiếm lấy vị trí phòng thủ ở vũng tàu phía ngoài. Trong quá trình trận chiến, nó đã bắn 35 quả đạn pháo 28 cm và 26 quả đạn pháo 15 cm. Hai phát đạn bắn trúng từ chiếc đã làm thiệt mạng mười người và làm bị thương 20 người khác. Công việc sửa chữa được tiến hành ngay lập tức tại Wilhelmshaven, và được hoàn tất vào ngày 10 tháng 6.

#### Các hoạt động tiếp theo
Một cuộc tiến quân khác của hạm đội được tiếp nối từ ngày 18 đến ngày 22 tháng 8, trong đó các tàu chiến-tuần dương thuộc Lực lượng Tuần tiễu I dự định bắn phá thị trấn duyên hải Sunderland với ý định thu hút nhằm tiêu diệt các tàu chiến-tuần dương của Đô đốc Beatty. Do chỉ có hai trong số bốn tàu chiến-tuần dương Đức ở trong tình trạng sẵn sàng chiến đấu, ba thiết giáp hạm dreadnought được điều về Lực lượng Tuần tiễu cho chiến dịch: Markgraf, Großer Kurfürst và chiếc Bayern vừa mới đưa vào hoạt động. Hạm đội Biển khơi, bao gồm Rheinland, được bố trí phía sau hàng chiến trận sẽ theo sau để bảo vệ. Người Anh đã nhận ra kế hoạch của Đức nên cho xuất phát Hạm đội Grand để đối phó. Đến 14 giờ 35 phút, Đô đốc Scheer được cảnh báo về việc Hạm đội Grand đến gần, và vì không sẵn lòng tiếp chiến với toàn bộ Hạm đội Grand chỉ trong vòng 11 tuần sau trận Jutland, đã quay mũi lực lượng của mình rút lui về các cảng Đức.
Rheinland hỗ trợ cho một đợt càn quét bằng tàu phóng lôi vào Bắc Hải trong các ngày 25-26 tháng 9. Sau đó nó tham gia một đợt tiến quân của hạm đội vào ngày 18-20 tháng 10. Sang đầu năm 1917, con tàu đảm trách nhiệm vụ canh phòng tại German Bight. Thủy thủ đoàn tỏ thái độ bất mãn do chất lượng thực phẩm kém trong tháng 7 và tháng 8 năm đó. Con tàu đã không trực tiếp tham gia vào Chiến dịch Albion chống lại lực lượng Nga, nhưng tiếp tục ở lại khu vực Tây Baltic phòng ngừa khả năng một cuộc xâm nhập của lực lượng Anh nhằm hỗ trợ cho đồng minh Nga của họ.

#### Viễn chinh Phần Lan

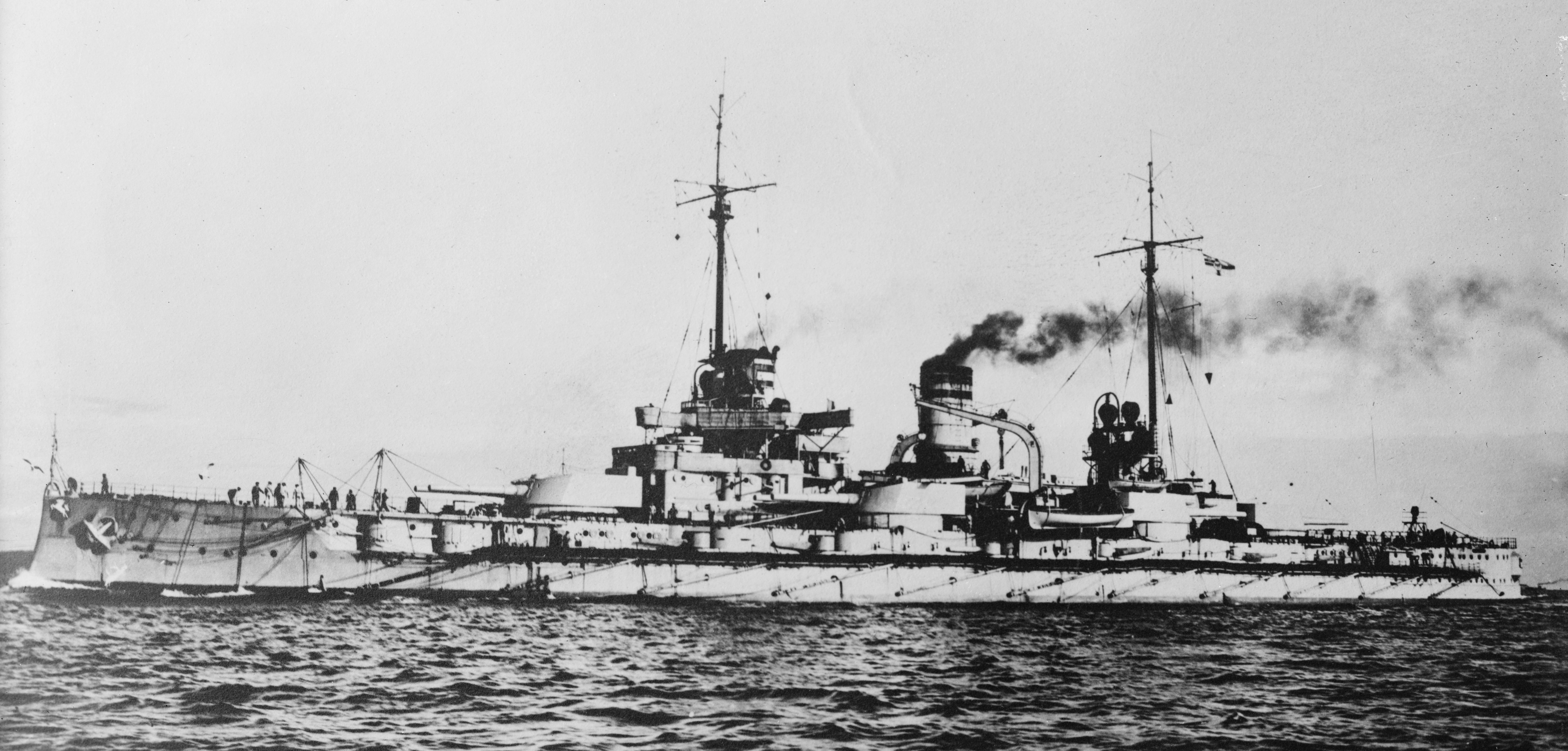
SMS Westfalen

Ngày 22 tháng 2 năm 1918, Rheinland cùng Westfalen được phân công như hạt nhân của một Đơn vị Đặc biệt biển Baltic (Sonderverband Ostsee), và được giao nhiệm vụ đi đến Phần Lan hỗ trợ cho các đơn vị Lục quân Đức được bố trí đến đây. Phần Lan đang ở trong một cuộc nội chiến: phe Bạch vệ tìm kiếm một chính phủ bảo thủ không bị ảnh hưởng bởi Liên Xô vừa mới thành lập, trong khi phe Cận vệ Đỏ ưa chuộng chế độ Cộng sản theo kiểu Xô Viết. Ngày 23 tháng 2, Tiểu đoàn Tác chiến 14 được chuyển lên hai con tàu, và vào sáng sớm ngày 24 tháng 2 chúng lên đường hướng đến quần đảo Åland, vốn được chuẩn bị như một căn cứ hoạt động tiền phương, từ đó cảng Hanko sẽ được củng cố, rồi tiếp nối bằng một cuộc tấn công vào chính thủ đô Helsingfors (ngày nay là Helsinki). Lực lượng đặc nhiệm tiến đến quần đảo Åland vào ngày 6 tháng 3, nơi vị chỉ huy của nó trở thành Tư lệnh Hải quân Cấp cao, một vị trí ông tiếp tục giữ cho đến ngày 10 tháng 4.
Vào ngày 11 tháng 4, con tàu khởi hành từ Ålands hướng đến Helsingfors, với ý định tiếp tục đi đến Danzig để tiếp nhiên liệu. Tuy nhiên, trên đường đi nó gặp phải thời tiết sương mù dày đặc, và bị mắc cạn tại đảo Lagskär lúc 07 giờ 30 phút. Hai người đã bị thiệt mạng trong tai nạn này, và con tàu bị hư hại nghiêm trọng; ba phòng nồi hơi bị ngập nước, và vách ngăn lườn tàu bên trong bị xé rách. Các nỗ lực nhằm cho nổi trở lại vào ngày 18-20 tháng 4, có sự hỗ trợ của Posen, đã bị thất bại. Thủy thủ đoàn được cho chuyển đi tạm thời hầu có thể đưa ra hoạt động trở lại chiếc thiết giáp hạm tiền-dreadnought Schlesien. Vào ngày 8 tháng 5, một cần cẩu nổi được gửi đến từ Danzig; các khẩu pháo chính, một số vỏ giáp của tháp pháo cùng vỏ giáp của mũi tàu và thành trì chỉ huy được tháo dỡ. Con tàu được làm nhẹ bớt 6.400 tấn (6.300 tấn Anh; 7.100 tấn Mỹ), hơn một phần ba trọng lượng choán nước thông thường; và với sự trợ giúp của các phao nổi, cuối cùng nó cũng nổi trở lại vào ngày 9 tháng 7. Con tàu được kéo đến Mariehamn, nơi một số sửa chữa giới hạn được tiến hành. Vào ngày 24 tháng 7, con tàu lên đường đi Kiel có sự trợ giúp của hai tàu kéo; nó đến nơi ba ngày sau đó. Người ta xác định việc sửa chữa triệt để con tàu là không khả thi, thay vào đó con tàu được cho xuất biên chế vào ngày 4 tháng 10 và được sử dụng như một tàu trại binh tại Kiel.

### Số phận
Sau khi Đức thua trận vào tháng 11 năm 1918, một phần đáng kể Hạm đội Biển khơi bị chiếm giữ tại Scapa Flow theo những điều khoản của Thỏa thuận Ngừng bắn. Rheinland và ba chiếc tàu chị em, vốn là những thiết giáp hạm dreadnought cũ nhất của Hải quân Đức, không nằm trong danh sách những con tàu bị lưu giữ, và tiếp tục ở lại các cảng Đức. Đang khi bị chiếm giữ, một bản in của báo The Times đã cung cấp thông tin cho Tư lệnh của Hạm đội Đức, Chuẩn Đô đốc Ludwig von Reuter, rằng Thỏa thuận Ngừng bắn sẽ hết hiệu lực vào giữa trưa ngày 21 tháng 6 năm 1919, thời hạn cuối mà Đức phải ký vào Hiệp định hòa bình. Von Reuter đưa đến kết luận người Anh sẽ tìm cách chiếm hữu các con tàu Đức sau khi Thỏa thuận Ngừng bắn hết hiệu lực. Để ngăn cản điều này, ông quyết định đánh đắm các con tàu của mình vào cơ hội thuận tiện đầu tiên có được. Sáng ngày 21 tháng 6, Hạm đội Anh rời Scapa Flow tiến hành thực tập huấn luyện; và đến 11 giờ 20 phút Reuter truyền mệnh lệnh này đến các con tàu của mình.
Do hậu quả của việc đánh đắm các con tàu tại Scapa Flow, các cường quốc Đồng Minh đòi hỏi sự thay thế cho những chiếc đã bị đánh đắm. Số này bao gồm Rheinland, vốn được rút khỏi Đăng bạ Hải quân Đức vào ngày 5 tháng 11 năm 1919, và sau đó được giao cho các nước Đồng Minh. Con tàu bị bán cho xưởng tháo dỡ tại Dordrecht, Hà Lan dưới hợp đồng "D" vào ngày 28 tháng 6 năm 1920. Nó được kéo đến đây một tháng sau đó, vào ngày 29 tháng 7, nơi công việc tháo dỡ được tiến hành vào cuối năm tiếp theo. Chiếc chuông của Rheinland hiện đang được trưng bày tại Bảo tàng Lịch sử Quân sự Liên bang ở Dresden.